# 鎌倉芸術館
鎌倉芸術館（かまくらげいじゅつかん）は、神奈川県鎌倉市大船にある芸術施設。鎌倉市の新しい文化施設として、1993年10月1日に開館した。大ホール・小ホールのほか、展示ギャラリー・集会室・リハーサル室なども擁する。
開館から2006年3月までは財団法人鎌倉市芸術文化振興財団が管理を行っていた。2006年4月からはサントリーパブリシティサービスグループ（サントリーパブリシティサービス株式会社・株式会社共立・株式会社東急エージェンシー）が管理を行った。2022年4月から財団法人鎌倉市芸術文化振興財団・国際ビルサービス共同事業体が管理を行っている。

## 施設
- 所在地

〒247-0056 神奈川県鎌倉市大船6-1-2
- 大ホール

1500席。クラシック音楽に適するコンサート専用ホール。クローク・ビュッフェなども完備。
- 小ホール

約600席。音楽から能、演劇まで用途は多岐に亘る。

## アクセス
- JR東日本（東海道本線・横須賀線・根岸線）・湘南モノレール「大船駅」より徒歩8 - 10分。
- 横浜横須賀道路朝比奈ICより

## 経緯
当時の松竹大船撮影所の敷地の一角を借りて建設された。鎌倉市は、1986年（昭和61年）11月に松竹本社と敷地の賃貸借契約を結び、1990年（平成2年）11月に起工式を挙行した。敷地面積は1万1500平方メートル。計画時は「文化ホール（仮称）」と呼ばれ、その建設にあたっては議論を呼び、賃貸借契約にあたっては住民監査請求も出された。